# Reinier Artist
Arthur Reinier Artist (Bigi Poika, 9 december 1935) is een Surinaams landbouwkundig ingenieur, antropoloog en auteur. Hij studeerde tropische landbouwkunde in Deventer en culturele antropologie in Nijmegen. Vervolgens werkte hij als ontwikkelingswerker in Suriname waarna hij zich in 1983 in Nederland vestigde.  In 2015 verscheen van zijn hand Indiaans verhaal. In de schaduw van twee beschavingen.

## Biografie
Artist is in 1935 geboren in het binnenland van Suriname en is van inheems-Karaïbse afkomst. Hij is de vader van René Artist, die van 2013 tot 2019 voorzitter was van de Amazone Partij Suriname (APS).
Dankzij de Rooms-Katholieke missie kon hij op zijn vijftiende jaar in de stad leren lezen en schrijven. Na zeer goede resultaten begon hij zijn studieloopbaan in Nederland aan de Rijks Hogere School voor Tropische Landbouw te Deventer. Daarna volgde hij een doctoraalstudie culturele antropologie (en maatschappijleer) - met als specialisatie Latijns-Amerika en het Caraïbisch gebied – aan de Katholieke Universiteit van Nijmegen. Tevens kreeg hij een eerstegraads onderwijsbevoegdheid voor sociologie en maatschappijleer. Na een aantal jaren in Suriname gewerkt te hebben keerde Artist met zijn gezin in 1982 terug naar Nederland mede vanwege de politieke situatie. Tussen 1983 en 1988 heeft hij nog diverse bedrijfs- en managementopleidingen gevolgd.
In zijn loopbaan heeft Artist afwisselend in Suriname en Nederland diverse beleids- en leidinggevende functies vervuld en ontwikkelingsprojecten geleid. Van 1988 tot 1991 was hij Coördinator Etnische Minderhedenbeleid bij PTT-Telecom. In 1992 werd hij door de Surinaamse regering betrokken bij de voorbereidingen van het vredesakkoord na de Binnenlandse Oorlog. Van 1996 tot 2000 leidde hij een crashprogramma in district Para, Suriname, gefinancierd uit de Verdragsmiddelen, en gericht op integrale streekontwikkeling. Van 2000 tot 2010 adviseerde hij als consultant de toenmalige Stichting Katholieke Noden, nu Skan Fonds, bij het implementeren en uitbreiden van hun projectenportefeuille in Suriname.
Rond de jaren 2010 en 2020 is Artist adviseur van de inheemse samenleving in Suriname en Nederland, met name bij de uitvoering van een onderzoeksproject van het Rijksmuseum voor Volkenkunde te Leiden. Hij werd in 2023 door burgemeester Emile Jaensch van Oegstgeest onderscheiden als Ridder in de Orde van Oranje Nassau.

## Literair werk
Op 21 april 2016 is zijn boek Indiaans Verhaal – In de schaduw van twee beschavingen bij Walburg Pers verschenen. Daarin vertelt Artist over de geschiedenis van de Indianen en zijn eigen geschiedenis als jongen in een van de tribale, tot 1950 geïsoleerde samenlevingen in Suriname.
- Digitale Bibliotheek voor de Nederlandse Letteren: arti002
- Gemeinsame Normdatei: 1104294109
- Nederlandse Thesaurus van Auteursnamen: 402306058
- Virtual International Authority File: 243146707058700791024